# Hélio Pellegrino
Hélio Pellegrino (Belo Horizonte, 5 de janeiro de 1924 – Rio de Janeiro, 23 de março de 1988) foi um psicanalista, escritor e poeta brasileiro, célebre por sua militância de esquerda e por sua amizade com os também escritores Fernando Sabino, Paulo Mendes Campos, Otto Lara Resende e Nélson Rodrigues. Foi o segundo marido da escritora Lya Luft.

## Biografia
Nasceu em Belo Horizonte, no dia 5 de janeiro de 1924, filho do médico Brás Pellegrino e Assunta Magaldi, ambos de origem italiana da província de Salerno. Era primo-irmão de polímata Sábato Magaldi, filho de seu tio materno João Magaldi.
Em 1928 conheceu Fernando Sabino, também descendente de italianos da província de Salerno, seu colega de jardim de infância, de quem se tornaria amigo por toda a vida. Começou a escrever seus poemas em 1939. Um ano depois estreitou sua amizade com Paulo Mendes Campos, Otto Lara Resende e Fernando Sabino, formando o grupo que veio a ficar conhecido como "Os quatro mineiros".[carece de fontes?] Publica, pela primeira vez, um poema no jornal O Diário. Em 1942 ingressou na Faculdade de Medicina de Belo Horizonte. "Deixai-o", considerado seu primeiro poema significativo, foi publicado naquele ano na revista católica A Ordem. Um ano depois decidiu-se pela área da medicina psiquiátrica. Ainda nesse ano, viaja a São Paulo com Fernando Sabino, onde conhece Mário de Andrade, com quem inicia uma troca de correspondência que duraria até a morte de Mário, em fevereiro de 1945.
Em 1944, com Wilson Figueiredo, Simão Viana da Cunha Pereira, Otto Lara Resende, Francisco Iglésias e Darcy Ribeiro, editou o combativo jornal clandestino Liberdade. Foi um dos fundadores da União Democrática Nacional (UDN). Participou do Primeiro Congresso de Escritores, realizado no Teatro Municipal de São Paulo em 1945, e colaborou regularmente no suplemento literário do periódico O Jornal, no Rio de Janeiro. Após concorrer, pela UDN, ao cargo de deputado federal, em 1946 desligou-se do partido e fundou a Esquerda Democrática, ligada ao Partido Socialista Brasileiro. Conhece, no Rio de Janeiro, Mário Pedrosa, o responsável, anos mais tarde, por sua presença na fundação do Partido dos Trabalhadores (PT). Iniciou a prática psiquiátrica em 1947 no Instituto Raul Soares, instituição para tratamento mental de Belo Horizonte. Capitaneou uma iniciativa editorial, a revista Nenhum, que teve um único exemplar, e publicou, pelo grupo literário Edifício, formado por Wilson Figueiredo, Autran Dourado e Sábato Magaldi, um livreto com dois poemas: "Poema do príncipe exilado" e "Deixe que eu te ame".
Em 11 de dezembro de 1948 casou-se com Maria Urbana Pentagna Guimarães, com quem permaneceria casado por quarenta anos e teria sete filhos. No ano seguinte nasceu Maria Clara Guimarães Pellegrino, a sua primeira filha. A mais famosa filha, a atriz e professora de teatro Dora Pellegrino, nasceu em 1960, no Dia Internacional da Mulher.
Em 1952 mudou-se com a família para o Rio de Janeiro, onde iniciou a análise didática com Iracy Doyle e trabalhou como redator no jornal O Globo. Em 1953 colaborou no semanário 2Flan, onde conhece o escritor Nelson Rodrigues, outra das grandes amizades de sua vida. Abriu um consultório psicanalítico com Hélio Tolipan e Ivan Ribeiro e, com a morte de Iracy Doyle, reinicia o processo de análise didática, agora com Catarina Kemper, com o propósito de tornar-se psicanalista, o que ocorre em 1963.
Nesta época, o apartamento de Hélio Pellegrino, no Jardim Botânico, se tornou ponto de encontro de intelectuais e artistas. Fernando Sabino lançou O Encontro Marcado, romance no qual o médico Mauro Lombardi é inspirado em Hélio.
Em 1964 Hélio Pellegrino sofreu uma isquemia coronária, da qual se recuperou. Trabalhou de 1966 até fins de 1968, no jornal Correio da Manhã. Em congresso na cidade de Santiago do Chile, apresentou sua tese "O pacto edípico e o pacto social", de grande repercussão no meio psicanalítico.
Em 1968, com o endurecimento da ditadura militar no Brasil, passou a participar da política e tornou-se respeitado por estudantes e líderes da movimentação política libertária desses anos, sendo visto por alguns como porta-voz dos intelectuais.[carece de fontes?] Discursa na "Passeata dos Cem Mil", e participa da Comissão dos Cem Mil. Em 1969, mesmo ano em que perdeu seu pai, foi preso e por dois meses — sendo mantido primeiro no Regimento Caetano de Farias e, posteriormente, no Primeiro Batalhão de Guerra - sob a acusação de líder comunista.
Em 1970 sofreu um enfarte no miocárdio. No ano seguinte, já recuperado, surge, a partir de conversas com Catarina Kemper, a ideia da Clínica Social de Psicanálise. Visando sua realização, coordenou, na Faculdade Cândido Mendes os chamados "Encontros Psicodinâmicos". Em 1973 inaugurou com um grupo de psicanalistas a Clínica Social de Psicanálise, instituição pioneira de atendimento gratuito que visava a integração entre psicanálise e sociedade.
Casou-se em 1974 com a física Sarah de Castro Barbosa, com quem ficará por sete anos. Em 1978 assumiu por quatro anos, com João Batista Ferreira e Jochen Kemper, a direção da Clínica Social, onde desenvolveu um trabalho de integração entre a clínica e a comunidade da favela do Morro dos Cabritos.
Publicou o ensaio "A dialética da tortura: direito versus direita", e iniciou colaboração, por dois anos, em O Pasquim. Em 1979 escreveu, por cinco meses, para o Jornal da República.
Na década de 1980 aderiu, com Mário Pedrosa, Lula, Plínio de Arruda Sampaio, Antonio Candido, Apolônio de Carvalho e Sérgio Buarque de Hollanda, entre outros intelectuais, ao manifesto de fundação do Partido dos Trabalhadores, o PT. Naquele ano, nos auditórios da PUC-Rio, durante o seminário “A psicanálise e sua inserção no modelo capitalista", teve a crise de Hélio Pellegrino e Eduardo Mascarenhas com a Sociedade Psicanalítica do Rio de Janeiro. Motivada pela denúncia do apoliticismo da instituição e pelo fato de ela ter, entre seus quadros de candidatos a analistas didatas o médico e revelado torturador Amílcar Lobo. Tal crise se estende por dois anos, e culminou com a expulsão de Mascarenhas e Pellegrino, reintegrados somente por decreto judicial.
No ano seguinte formou, com Carlos Alberto Barreto, um núcleo antiburocrático do PT, o Clube Mário Pedrosa, frequentado por diversos intelectuais e artistas. Retomou seu casamento com Maria Urbana, e lançou, em parceria com Otto Lara Resende, Paulo Mendes Campos e Fernando Sabino o disco-recital Os 4 mineiros.
Em 1982 iniciou colaboração por três anos e meio com o jornal Folha de S.Paulo, e no ano seguinte integrou a Comissão Teotônio Vilela Para as Prisões, do grupo Tortura Nunca Mais.
Em 1984 passou a escrever quinzenalmente no Jornal do Brasil. Juntamente com Frei Betto e Fábio Lacombe, criou o "MIRE, Mística e Revolução", grupo de estudos e orações. Conheceu a escritora Lya Luft, com quem se casaria nove meses mais tarde.
Na madrugada de 23 de março de 1988 Hélio Pellegrino morreu, vítima do problemas cardíacos. Ainda neste mesmo ano a Editora Rocco lançou a coletânea de artigos A Burrice do demônio, uma seleção de suas colaborações na imprensa.

### Obras publicadas postumamente
Em 1992 a família Pellegrino doou o arquivo do escritor para a Fundação Casa de Rui Barbosa, no Rio de Janeiro.
Um ano depois foi publicada sua seleção de poemas Minérios domados, pela Editora Rocco, organizada por Humberto Werneck.
Em 1998 a coleção Perfis do Rio, da Editora Relume Dumará, lançou Hélio Pellegrino, a paixão indignada, de Paulo Roberto Pires.
Em 2003 a Editora Planeta publicou o livro Meditação de Natal, com texto de Hélio, e em 2004 a Editora Bem-Te-Vi publicou Arquivinho de Hélio Pellegrino e a editora Planeta Lucidez Embriagada, com organização de Antônia Pellegrino, neta do autor.